# ديف شيريدان (ممثل تلفزيوني)
ديف شيريدان (بالإنجليزية: Dave Sheridan)‏ (و. 1969  م) هو ممثل تلفزي، وممثل أفلام، وكاتب سيناريو، وموسيقي، ومنتج أفلام أمريكي، ولد في نيوارك، بدأ مشواره المهني سنة 1996.

## وصلات خارجية
- ديف شيريدان على موقع IMDb (الإنجليزية)
- ديف شيريدان على موقع ألو سيني (الفرنسية)
- ديف شيريدان على موقع أول موفي (الإنجليزية)
- ديف شيريدان على موقع قاعدة بيانات الأفلام السويدية (السويدية)
- ديف شيريدان على موقع قاعدة بيانات الفيلم (الإنجليزية)
- ديف شيريدان على موقع كينوبويسك (الروسية)
- ديف شيريدان على موقع كينوبويسك (الروسية)